# 口腔衛生

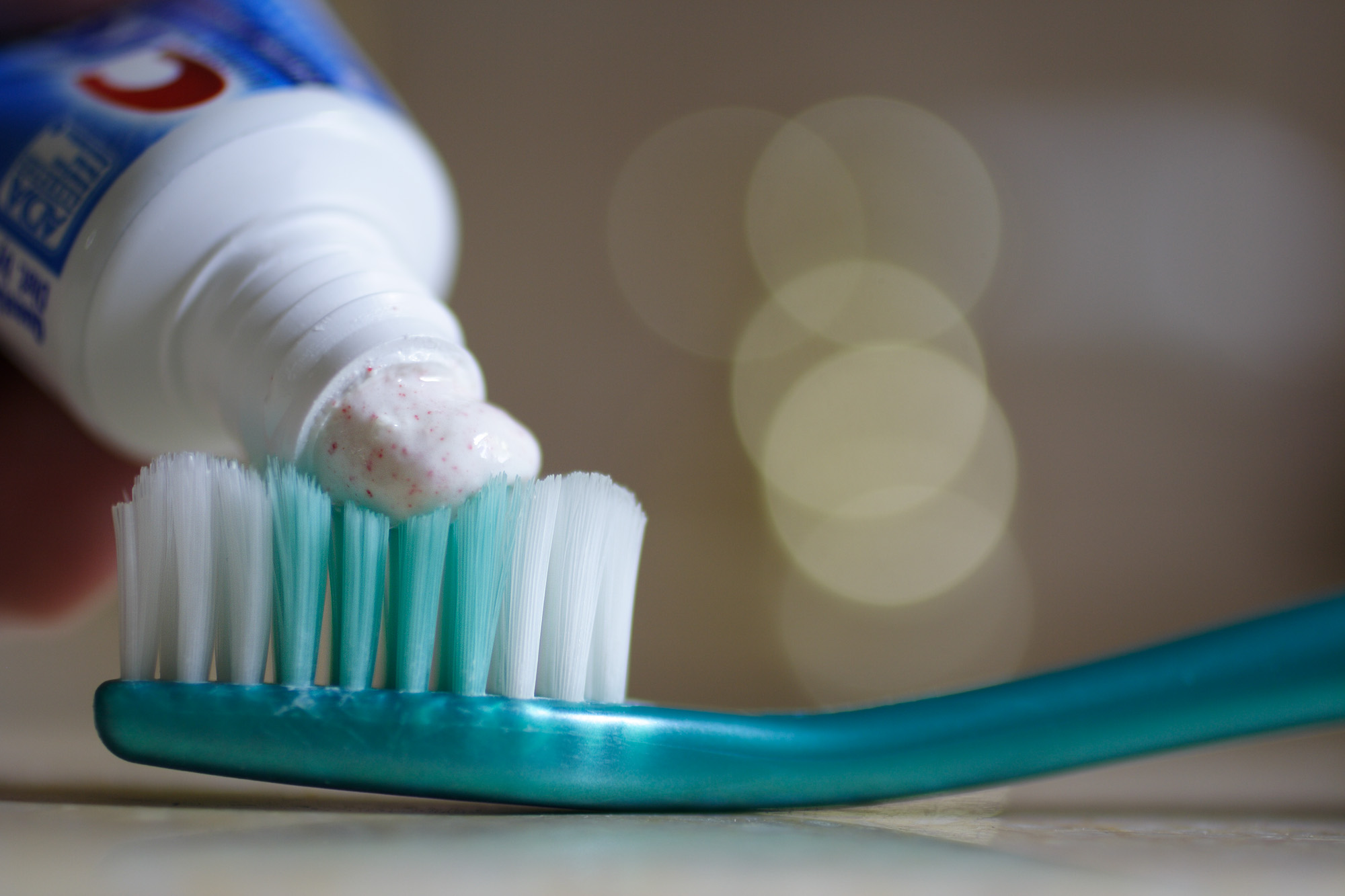
プラークコントロール

口腔衛生（こうくうえいせい）、口腔ケア（こうくうケア）、オーラルケア（英語：oral care）は、口腔の疾病予防、健康保持・増進、リハビリテーションにより、クオリティ・オブ・ライフ (QOL、生活の質) の向上を目指す習慣。もっとも一般的な歯科疾患は、虫歯、歯肉炎、歯周炎である。
一般的なガイドラインでは、朝食後と就寝前の1日2回の歯磨きが推奨されているが、理想としては毎食後1日3回の口腔清掃である。可能であれば、4時間ごとに1日4〜5回することを推奨する歯科医もいる。ランチ後に仕事場での歯磨きが難しい場合には、マウスウォッシュでうがいをするだけでも菌繁殖を防ぐことができる。
さらに歯間清掃は歯磨きと同じぐらい重要である。それは歯ブラシは歯間に届かないために、歯磨きだけでは歯の表面の50%しか歯垢を除去しないからである。歯間清掃ツールには様々な物が存在し、個人の好みで選択されている。

## ケアの意義
口腔ケアを行う意義は
- 口腔内の菌バランスを整える。
- 虫歯菌、歯周病菌、歯垢、プラークを取り除く。
- 呼吸器感染症の予防　⇒　肺炎（不顕性誤嚥）
- 全身疾患の予防　⇒　心疾患、糖尿病、敗血症など
- 社会性の維持
- 爽快感、心地よさ（安楽）の提供
- 口腔内の変化に連動する臓器の健康維持[4]

などがある

## ケアの内容

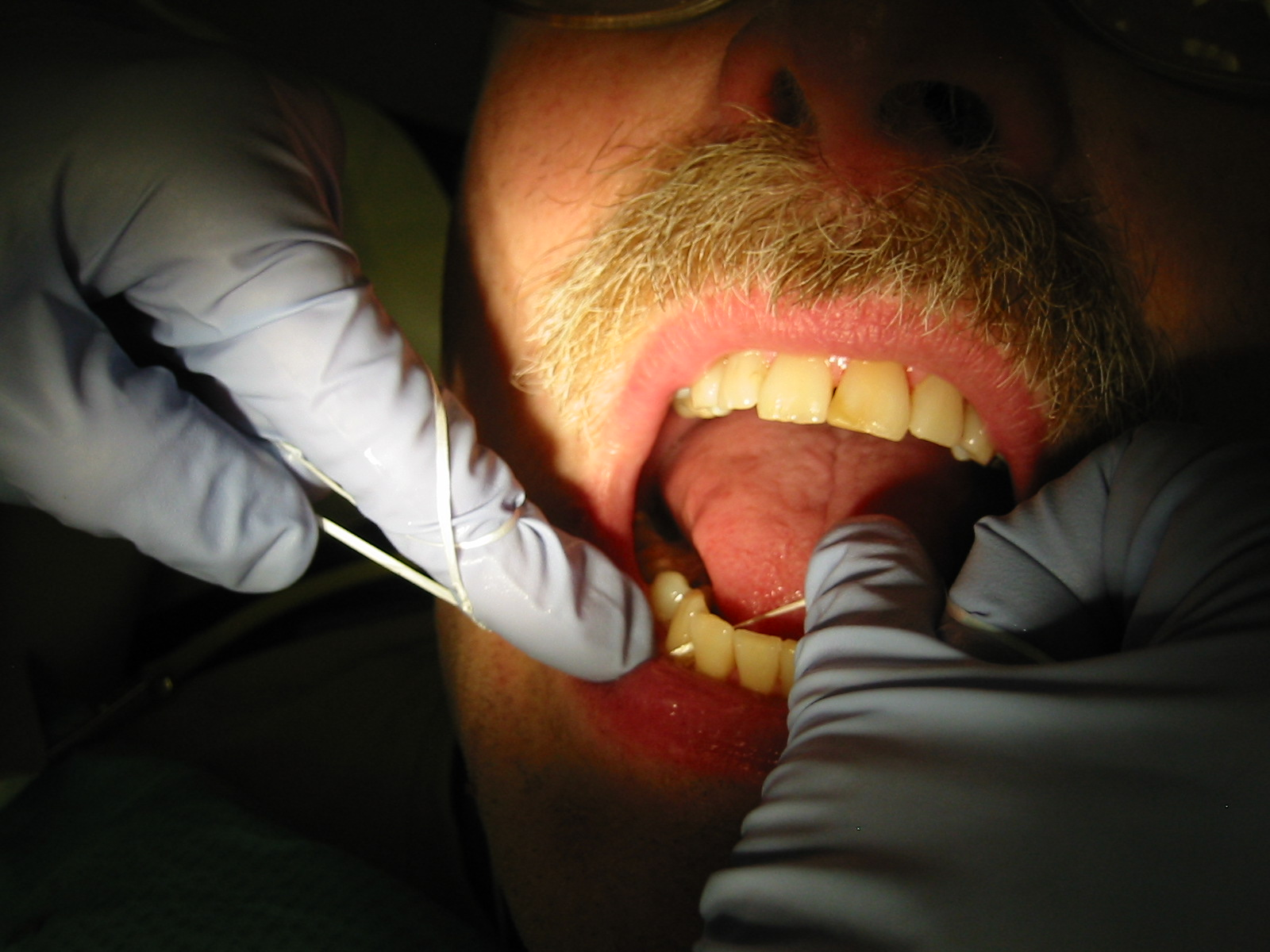
技師によるデンタルフロス清掃

口腔ケアの内容として
- 食物残渣（食べかす）の除去
- 歯垢の除去
- 舌苔の除去
- 口腔内マッサージ
- 舌の運動
- 唾液腺マッサージ
- 頬、肩頸のマッサージ

などが挙げられている。

## 予防ケア

### デンタルフロス

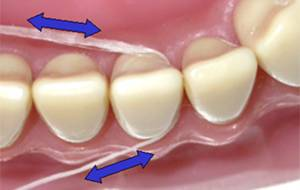
デンタルフロス

歯の面積の40%は歯間であるため、歯ブラシだけではすべての歯垢を取り除くことはできない。これらの面のケアに有用な技法のひとつに、デンタルフロスがある。デンタルフロスを使った適切な技法によって、歯間や歯茎の下にある歯垢や食物の残余物を取り除くことができる。米国歯科医師会（ADA）は、歯垢の80％以上は、この方法で除去可能だと報告している。 ADAは毎日の口腔ケアの一環として、歯間掃除を行うことを推奨している。

### 歯間ブラシ

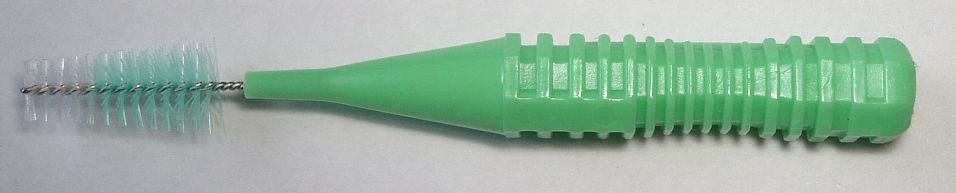
歯間ブラシ

歯間ブラシにはさまざまなサイズがあり、色分けされている。歯垢除去のために、先細が歯間スペースに侵入可能なように設計された剛毛ワイヤーと、持ち手となるハンドルで構成される。研究によれば歯間ブラシは、歯垢を除去することで歯茎の炎症を軽減する目的では、デンタルフロスと同等またはそれ以上の効果がある。デンタルフロスと同様に使用されることが多い。歯列矯正中の人に特に推奨される

### 舌クリーナー・舌ブラシ

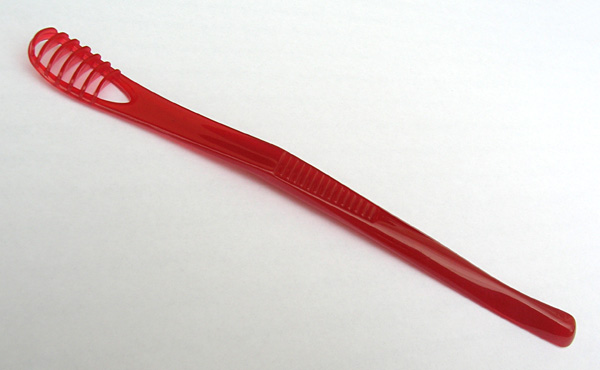
舌ブラシ

細菌などが作る揮発性硫黄化合物を含むバイオフィルムからなる舌苔をとることで、口臭が抑えられる。

### PMTC
専門的機械的歯面清掃（PMTC）は、医療専門家によって行われる定期的ケアである。日本では保険適用。

## 食べ物と飲み物
筋肉や骨を助ける食品は、歯や歯茎も助ける。例えばビタミンCの不足は、深刻な歯周病のひとつである壊血病をまねく。
バランスの取れた食事をとり、砂糖の摂取を制限することで、虫歯や歯周病を防ぐことができる。
世界歯科医連盟（FDI）は、生野菜、プレーンヨーグルト、チーズ、果物などの食品を推奨しており、米国歯科医師会（ADA）もそれらが歯科的に有益であると述べている。

### 有益な食品
- 水道水フッ化物添加とは、水道における自然フッ化物濃度を、歯の健康に最適として推奨されるレベルである約1.0 ppm（parts per million）へとなるよう添加することである[9]。フッ化物は虫歯に対する主要な保護剤である。フッ化物による再石灰化過程により、歯の表面の酸に対する耐性を高める。一部の歯科専門家はフッ化物添加水を飲むことを推奨するが、一方でフッ化物を含む歯磨き粉を使用するだけで十分とする人もいる。
- 牛乳、チーズ、ナッツ、鶏肉は、カルシウムとリン酸塩が豊富で、再石灰化を促進しうる[10]。
- ビタミンDが不足していると体は必要なカルシウムをすべて吸収できないため、ビタミンDの主要な供給源である、脂肪の多い魚（たとえばサケ）を摂ることは、歯と歯茎がカルシウムからより多くの利益を得るのに役立つ。
- 緑や黒茶に豊かに恵まれるポリフェノールは、プラーク中のバクテリアの抑制因子として機能する。そのため口腔の健康を維持するのに役立ち、食事中または後に摂ることが推奨される[11]
- 食物繊維の多い食品（野菜など）は、唾液の流れを増やすのに役立つため、セロリ、ニンジン、ブロッコリーなどの繊維の塊は、虫歯の80％以上が発生する咀嚼面の穴や裂け目のところに、挟まった食品に唾液を押し込むうる。さらに砂糖などの炭水化物を希釈し、酸を中和し、届きうる表面で歯を再石灰化する。

### 有害な食品
砂糖は一般的に虫歯に関連する。他の炭水化物、特に調理済みのでんぷん（たとえばポテトチップス）も歯に損傷を与える可能性を持っているが、しかしでんぷんは最初に唾液アミラーゼ（唾液中の酵素）によってグルコースに変換される必要があるため、ポテンシャルは低い。トフィーなどの「粘着性の高い」食品に含まれる砂糖は、特定の形態のチョコレートや果物といった「粘着性の低い」食品に含まれる糖よりも、歯に大きな損傷を与えうる。
- ショ糖は、最も一般的な虫歯の要因である。一度に消費される砂糖の量よりも、砂糖を含む食べ物や飲み物が消費される頻度のほうが重要となる。砂糖がより頻繁に消費されるほど、歯が低pHレベルにさらされる時間が長くなり、それによる脱灰が起こる（ほとんどの人にとって5.5未満）。したがって、砂糖を含む食べ物や飲み物の摂取頻度を減らし、歯が再石灰化とフッ化物により修復される機会を得るようにすることが重要となる。砂糖を含む食べ物や飲み物の摂取は、食事の時間のみとすることにより、虫歯の発生率を減らすことができる。
- フルーツジュース、酢、ソフトドリンクに含まれる酸は、口腔のpHレベルを下げ、エナメル質を脱灰させる。オレンジジュースやコーラなどの飲み物を1日中飲むと、虫歯のリスクが高まる。
- むし歯を発症するリスクに影響を与える要因のひとつに、食品の粘着性がある。ある食物やお菓子は歯に付着しうるため、特にそれが糖分の多い場合、口のpHを長時間低下させる。歯に付着した食べ物を取り除くために、できれば歯ブラシとフッ化物練り歯磨きで、少なくとも1日2回歯をきれいにすることが重要となる。定期的なブラッシングとデンタルフロスの使用により、歯の表面を覆っている歯垢も除去することができる。

### チューインガム
チューインガムは口腔洗浄に役立ち、歯間や歯の周囲について粒子による洗浄・除去の支援となるが、状態の悪い歯の場合、緩んだ詰め物を損傷したり除去することもある。歯科用チューインガムは、歯の健康を改善すると言われている。砂糖を含まないチューインガムは、唾液生産を刺激し、歯の表面をきれいにするのに役立つ。

### 氷
氷などの固形物を噛むと歯が欠け、さらに歯が折れる可能性がある。氷の咀嚼は貧血の症状と関連する。貧血の人は栄養価のない食べ物を食べたいと思う傾向がある。

### 酒
ワインやビールなどの濃い色の飲み物を飲むと、歯が汚れ変色することがある。高濃度のアルコールを飲むと口渇につながる可能性があり、歯垢や細菌から歯を保護する唾液が枯渇してしまう。